# Swiftcurrent Fire Lookout
Le Swiftcurrent Fire Lookout est une tour de guet du comté de Glacier, dans le Montana, aux États-Unis. Protégé au sein du parc national de Glacier, il est inscrit au Registre national des lieux historiques depuis le 16 décembre 1986.